# Rode van Opsinnich

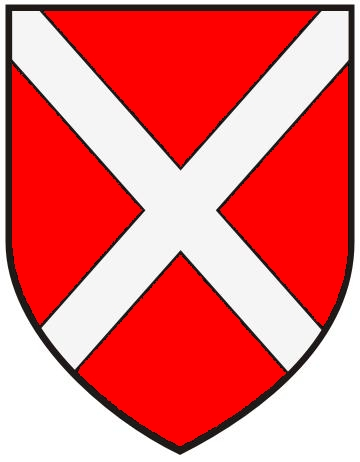
Familiewapen

Rode van Opsinnich, ook aangeduid als Rhoe van Obsinnich en van Opsinnich genaamd Rhoe (Duits: Rohe von Obsinnich; Frans: de Rhoe d'Obsinnich), is een historische adellijke familie (ridders, later barons en jonkers) in de Zuidelijke Nederlanden (Limburg) en omstreken (midden- en beneden-linker Nederrijn).

## Herkomst en verspreiding
De familie was oorspronkelijk afkomstig van het kasteel Opsinnich (bij Remersdaal, thans een deelgemeente van Voeren) in het oude hertogdom Limburg. Ze verspreidde zich onder meer naar Spaubeek (kasteel Jansgeleen), Elen (kasteel Sipernau), Roermond, Baexem, Baarlo en Grubbenvorst. Leden van dit geslacht waren in de 17e eeuw baronnen en jonkers. Aan het eind van de 18e eeuw stierf het geslacht in de mannelijke lijn uit.

### Opsinnich

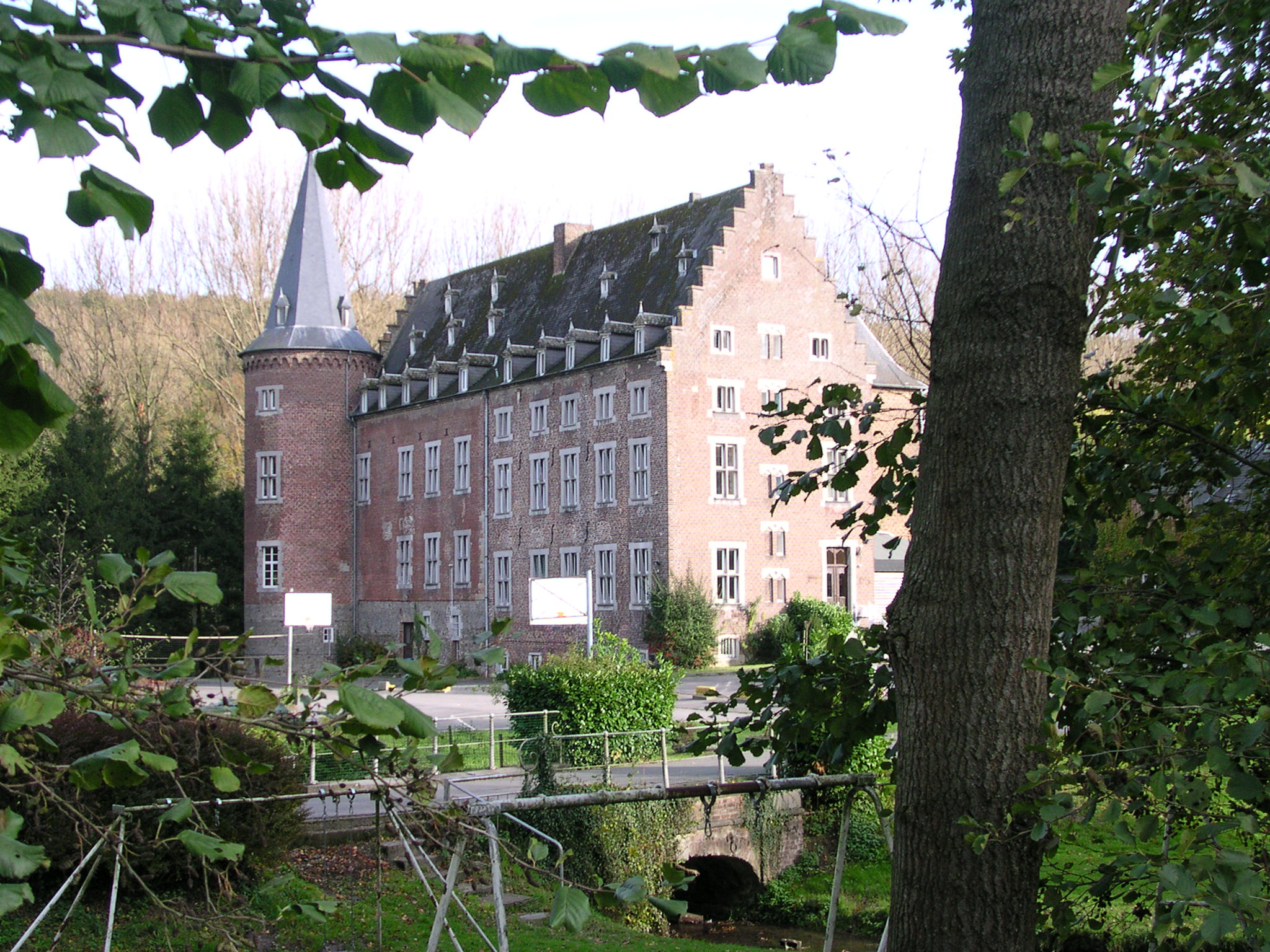
Kasteel van Obsinnich

Het huis (later kasteel) van Opsinnich was de herkomst van de riddergeslachten Rhoe van Opsinnich en van Eynatten van Opsinnich, die al vanaf de dertiende, respectievelijk vijftiende eeuw dit kasteel bewoonden. De huidige buurtschap gaat terug op een middeleeuwse heerlijkheid, een allodium (dat wil zeggen: vrij, eigen goed), voortkomend uit het versterkt huis dat bewoond werd door een lid van de familieclan der Scavedries, die de naam (die) Rode van Sin(ne)ke droeg. Er is van hem bekend dat hij als ridder deelnam aan de Slag bij Woeringen (1288).

### Spaubeek

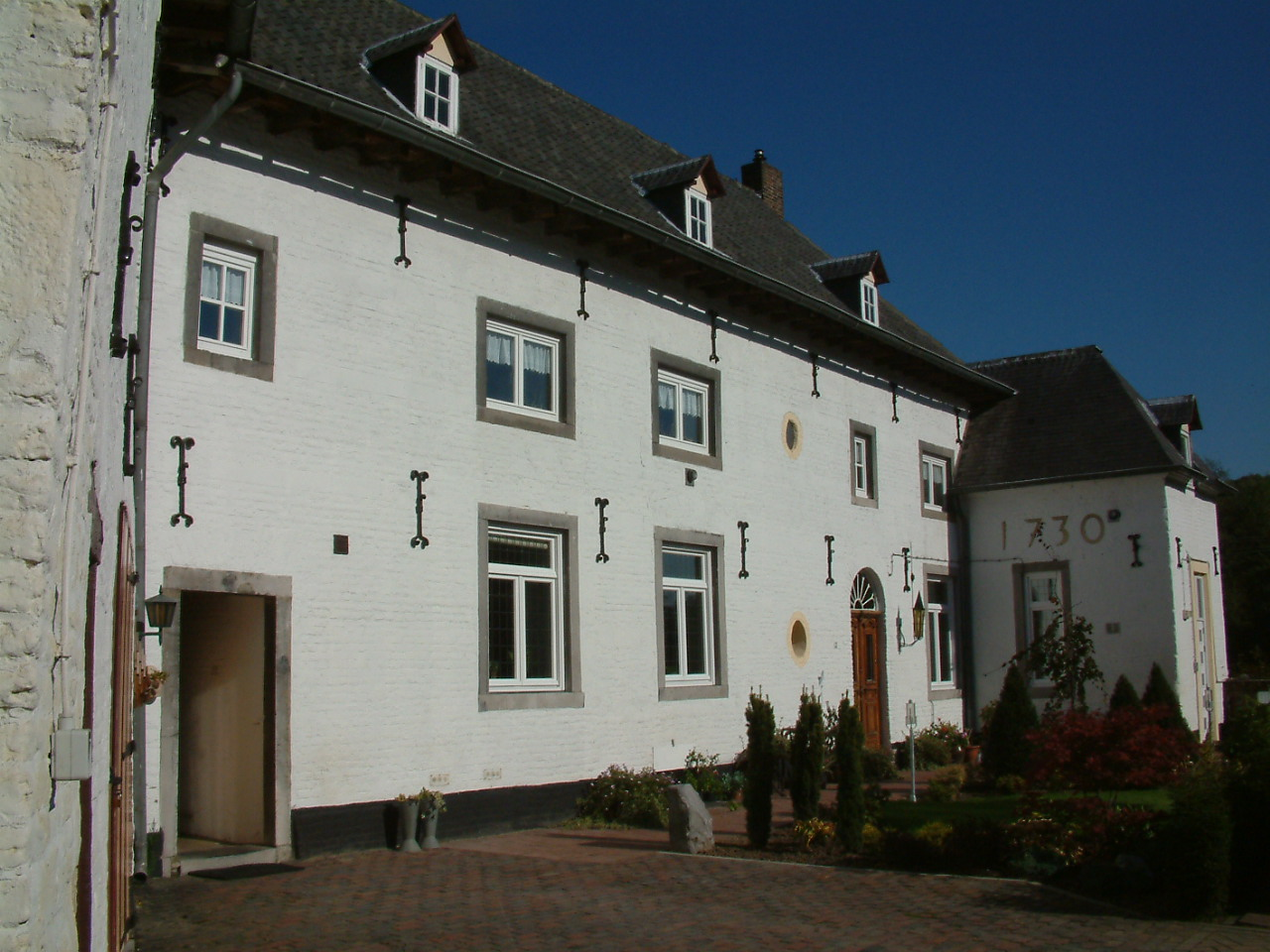
Kasteel Jansgeleen, binnenplaats

In 1469 kwam Jan I Rode van Opsinnich in het bezit van de heerlijkheid Gerdingen (met het gehucht Nieuwstad) uit de erfenis van zijn schoonmoeder. Jan was gehuwd met Catharina Hoen van Spaubeek, de dochter van Daniel I Hoen en Johanna van Merwede,  vrouwe van Gerdingen. Doch reeds in 1472 kwam de heerlijkheid Gerdingen door ruil in handen van Jan II van Werst heer van Werst die getrouwd was met Margaretha Hoen van Spaubeek, een zus van voornoemde Catharina. Jan Rode van Opsinnich en Catharina Hoen verwierven zo het huis Spaubeek.

## Bekende telgen
Gegevens ontleend aan: 

### Jan I
- Jan I Rode van Opsinnich wiens familie uit de Voerstreek stamde, trouwde in 1448 met Catharina Hoen van Spaubeek. Zij erfde de bezittingen in Brunssum van haar vader (Daniël I Hoen heer van Spaubeek, Gerdingen en Stein) en ruilde haar moederserfdeel uit Gerdingen met haar zuster tegen Kasteel Spaubeek. Door dit huwelijk en de ruil van het erfdeel van de heerlijkheid Gerdingen tegen dat van Spaubeek werd Jan I in 1476 heer van Spaubeek.

### Jan II
- Onder Jan II Rode van Opsinnich droeg het kasteel Spaubeek de naam Heer Jans Geleen. Aan het begin van de zeventiende eeuw echter, nadat Arnold II Huyn van Amstenrade de zeggenschap over de heerlijkheden Geleen en Spaubeek had verworven (1557/1558), liet deze  bij het opmaken van zijn nieuwe leenregistratie  vastleggen, dat hij heer was van "den Huijse van Sint Jans Geleijn". (1601)

### Verdere leden

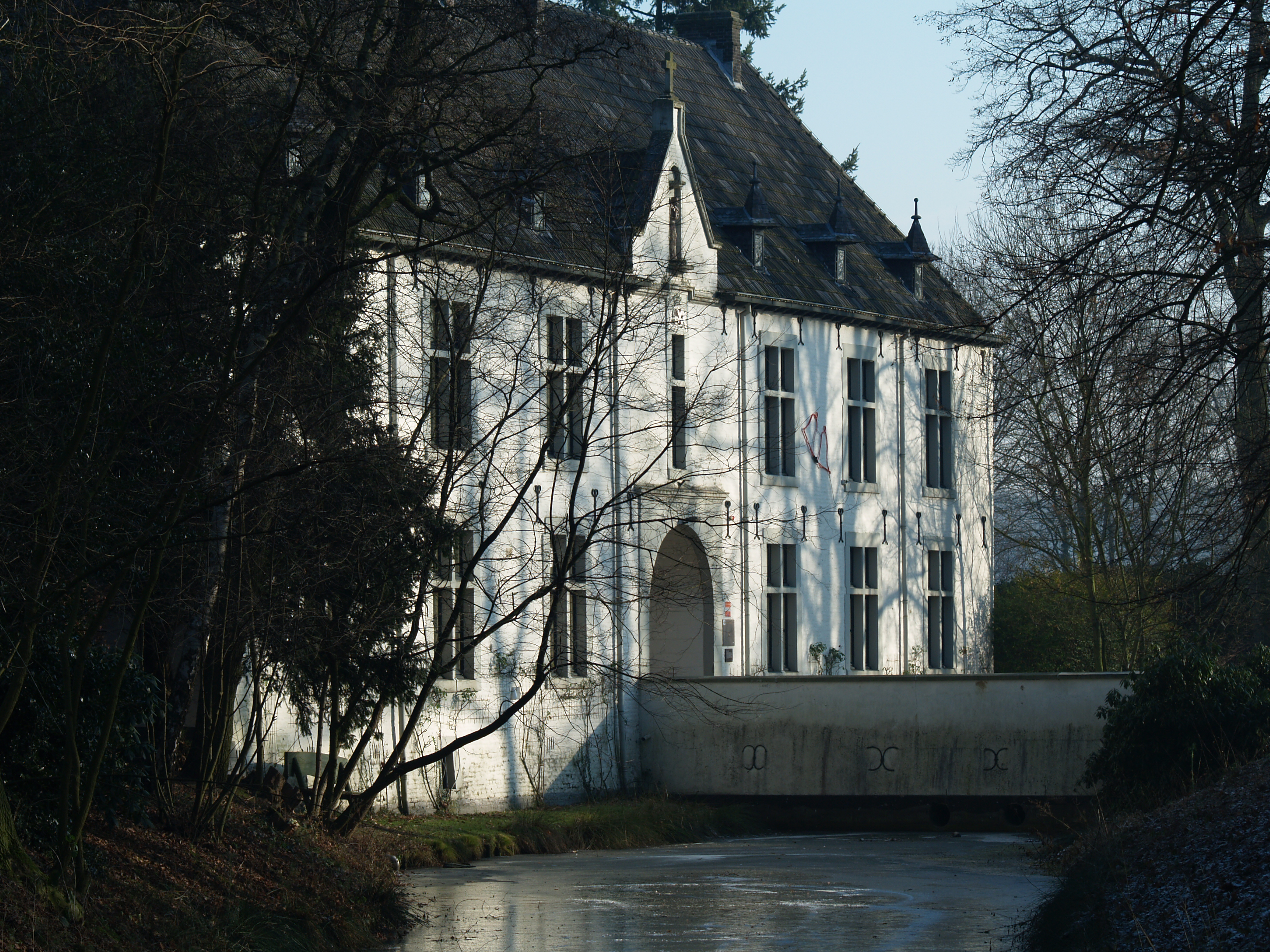
Kasteel De Berckt te Baarlo

- Een grafsteen Frederik de Rhoe, heer van Sipernau te Elen, (overleden 1535) bevindt zich in de Sint-Lambertuskerk te Neeroeteren[5][6][7]
- Frederik van Opsinnich genaamd Rhoe (in 1595 gespeld als Roy) wordt in 1612 vermeld als burgemeester van Roermond.
- Johan (Hans) Frederik baron de Rhoe genaamd Obsinnich, mede-heer van Baarlo, luitenant-generaal (1638–1704). Hans Frederik was in dienst van de Republiek der Verenigde Provinciën en stierf in de oorlog in Portugal, in 1704. Zijn dochter, Eva Thérèse Florentine, barones de Rhoe d'Obsinnich, huwde in 1707 op het kasteel van Olne (Graafschap Dalhem, thans provincie Luik) met Guillaume-Philippe rijksbaron d'Olne en overleed aldaar in 1754. Kasteel De Berckt draagt in de gevel van het poortgebouw het alliantiewapen van Eva Rhoe van Obsinnich en Guillaume-Philippe d'Olne.

## Oostelijke tak
Gegevens ontleend aan:
- Frederik Rhoe van Obsinnich trouwde met Elisabeth van Hochkirchen de dochter van Edmund van Hochkirchen schepen van Aken (ca. 1405-)
- Edmond I Rhoe van Obsinnich schepen van Aken, de zoon van Frederik Rhoe van Obsinnich en Elisabeth van Hochkirchen, trouwde met Margaretha Colin, de dochter van Bonifazius Colin schepen en burgemeester
- Frederik Rhoe van Obsinnich, de zoon van Edmond I Rhoe van Obsinnich, schepen van Aken en Margaretha Colin
- Edmond II Rhoe van Obsinnich, de zoon van Edmond I Rhoe van Obsinnich, schepen van Aken en Margaretha Colin. Hij trouwde met Maria van Merode-Houffalize, de dochter van Johan van Merode-Houffalize uit diens 2e huwelijk.
- Johan Rhoe van Obsinnich, de zoon van Edmond I Rhoe van Obsinnich,schepen van Aken en Margaretha Colin.
- Johan Frederik Rohe van Obsinnich in 1671 lid van het Sterregilde, schepen van Aken 1672-1698 en heer van Elmpt (1634-1700), was een zoon van Edmond II Rhoe van Obsinnich en Maria van Merode-Houffalize. 
Hij trouwde (1) in 1657 met Catharina van Keverberch-van Meuwen te Aldengoer bij Haelen (gedoopt 21 februari 1631 - 1666) de dochter van Lambert van Keverberg van Meven, baron van Keverberg van Meven en heer van kasteel Middelbeeck. 
Hij trouwde (2) op 14 mei 1668 met Amöna Walpurga van Bernsau.
In 1689 trouwde hij (3) te Elmpt met Anna Maria van Holtrop (overleden in Schloss Dilborn, tussen Brüggen en Overhetfeld op 15 oktober 1701). Zij was de weduwe van Hans Heinrich von Elmpt, heer te Ende en Elmpt, en de dochter van Reinhard van Holtrop te Irnich en Maria van Weverden.
Uit zijn huwelijken werd geboren:
- Maria Agnes Rhoe van Obsinnich (gedoopt te Grubbenvorst op 29 oktober 1662), een dochter van Johan Frederik Rohe van Obsinnich (1634-1700) en Catharina van Keverberch-van Meuwen te Aldengoer bij Haelen (1631-1666)
- Johannes Wernerus Rhoe van Obsinnich (gedoopt te Grubbenvorst op 7 november 1664), een zoon van  Johan Frederik Rohe van Obsinnich (1634-1700) en Catharina van Keverberch-van Meuwen te Aldengoer bij Haelen (1631-1666)
- Edmond Frans Rhoe van Obsinnich, heer van Elmpt, Steyn en Middelbeck, trouwde met Anna Christina van Kettler, bij wie hij kinderen verkreeg:
  - Maria Anna Christina Rhoe van Obsinnich, geboren in Grubbenvorst in 1682
  - Johannes Casparus Rhoe van Obsinnich, geboren Grubbenvorst in 1684
  - Johannes Fredericus Rhoe van Obsinnich, geboren Grubbenvorst in 1686

Edmondus Franciscus Rhoe van Obsinnich, vrijheer en baron de Rohe, heer van Elmpt, was in 1740 vervangend doopgetuige voor een der 25 kinderen van Franciscus Arnoldus markies in en van Hoensbroeck (1696-1759).
 Op de plaats van het oudere huis Huis de Steegh werd rond 1750 door Edmond Frans Rhoe van Obsinnich het huidige huis gebouwd. Het was het noordelijkste domicilie van de familie. (De bijgebouwen zijn van 1800.)